# Синизеса
Синизе́са (тж. синизе́сис, синидзе́са; др.-греч. ἡ συνίζησις, от гл. συνιζάνω — «сжимаю, стягиваю, уплотняю») — фонетическое явление в греческом стихе; стяжение двух смежных гласных, не подвергающихся номинальному слиянию, в дифтонг. Например, Πηληϊάδεω Ἀχιλῆος (Hom. Il. I 1), где в один слог стягивается окончание εω, номинально произносящееся в два слога. В отличие от красиса, при синедзезе на письме остаются оба гласных; слияние при произношении производит читатель. В большинстве случаев явление синедзезы происходит metri causa (по требованию метра). Особенно часто встречается у Гомера и афинских трагиков. В латинском стихе аналогичное явление — синереза.